# أناتولي زاكوفليف
أناتولي زاكوفليف (مواليد 1884) هو مبارز بالسيف روسي، مثّل بلاده في الألعاب الأولمبية الصيفية 1912.

## روابط خارجية
أناتولي زاكوفليف على موقع أوليمبيديا (الإنجليزية)